# 帕特森鎮區 (北卡羅萊納州考德威爾縣)
帕特森鎮區（英語：Patterson Township）是位於美國北卡羅萊納州考德威爾縣的一個鎮區。

## 地方資料
帕特森鎮區的面積為93.60平方千米，皆為陸地。根據2020年美國人口普查的數據，當地共有人口2093人，而人口密度為每平方千米22.36人。